# 바하 수멕
바하 수멕(페르시아어: بهار سومخ, 영어: Bahar Soomekh, 1975년 3월 30일 ~ )은 이란의 배우이다.

## 출연 작품
- 저스트 라이크 어 우먼 (2012)
- 쏘우 5 (2008)
- 쏘우 4 (2007)
- 데이 브레이크 (2006)
- 쏘우 3 (2006)
- 미션 임파서블 3 (2006)
- 크래쉬 (2004)